# Tobias Amslinger
Tobias Amslinger (* 1985 in Stuttgart) ist Autor, Literaturwissenschaftler und Leiter des Max Frisch-Archivs sowie des Thomas-Mann-Archivs an der ETH-Bibliothek in Zürich.

## Leben
Tobias Amslinger ist Absolvent des Deutschen Literaturinstituts Leipzig. Nach einem Masterstudium der Allgemeinen und Vergleichenden Literaturwissenschaft am Peter-Szondi-Institut der Freien Universität Berlin war er von 2012 bis 2016 Wissenschaftlicher Mitarbeiter am Institut für deutsche Literatur der Humboldt-Universität zu Berlin. Er wurde mit einer Arbeit über Hans Magnus Enzensbergers Verlagsautorschaft promoviert. 
Seit September 2016 leitet er das Max Frisch-Archiv an der ETH-Bibliothek. Im Februar 2022 übernahm er zusätzlich die Leitung des Thomas-Mann-Archivs. Von 2017 bis 2024 war er Mitglied der Literaturkommission der Stadt Zürich. Er ist Teil des DFG-Forschungsnetzwerks "Zusammenarbeiten. Praktiken der literarischen Kollaboration".

## Veröffentlichungen (Auswahl)
- als Hrsg. mit Thomas Strässle: Max Frisch: Fragebogen. Erweiterte Ausgabe. Suhrkamp, Berlin 2019, ISBN 978-3-518-47008-4.
- Verlagsautorschaft. Enzensberger und Suhrkamp. Wallstein, Göttingen 2018, ISBN 978-3-8353-3308-6.
- als Übersetzer mit Norbert Lange, Léonce W. Lupette und Mathias Traxler: Charles Bernstein: Angriff der Schwierigen Gedichte. luxbooks, Wiesbaden 2014, ISBN 978-3-939557-88-3.
- als Hrsg. mit Diana Feuerbach: Tippgemeinschaft 2010. Jahresanthologie der Studierenden des Deutschen Literaturinstituts Leipzig. Connewitzer Verlagsbuchhandlung, Leipzig 2010, ISBN 978-3-93779944-5.

## Auszeichnungen
- 2003: Preisträger Treffen Junger Autoren[5]
- 2005: Stipendiat des Literatur Labor Wolfenbüttel[6]
- 2006: Stipendium Paul Maar[7]
- 2009–2012: Stipendiat der Studienstiftung des deutschen Volkes
- 2015: Preis der Stadt Münster für internationale Poesie (als Übersetzer von Charles Bernstein)[8]